# Nicolau Antoni Oliver Fullana
Nicolau Antoni Oliver Fullana (Palma, 1642 - 1698) fou un jesuïta mallorquí.
Fill de Nicolau Oliver i Fullana i de la seva primera muller, rector del col·legi reial dels jesuïtes a Brussel·les, retornant posteriorment a Mallorca, destinat a Monti-sión. Redactà el contracte matrimonial entre el príncep Maximilià de Baviera i la princesa Teresa de Polònia.